# Gran Premio del Messico 1991
Il Gran Premio del Messico 1991 è stato un Gran Premio di Formula 1 disputato il 16 giugno 1991 sull'Autodromo Hermanos Rodríguez di Città del Messico. La gara è stata vinta da Riccardo Patrese su Williams.

## Prima della gara
- Il progettista della Tyrrell Harvey Postlethwaite abbandona il team scozzese e viene assunto dalla scuderia della Mercedes impegnato nel Campionato Sportscar.

## Qualifiche
Durante la sessione di qualifiche del venerdì Senna ha un violento incidente nella veloce ultima curva, la Peraltada, uscendone illeso. Patrese conquista la seconda pole position consecutiva davanti al compagno di squadra Mansell, Senna, Alesi, Berger, Piquet, Prost, Modena, Moreno e al sorprendente Grouillard, decimo dopo non essere mai riuscito a prequalificarsi nelle prime cinque gare della stagione.

### Classifica
| Pos                     | No | Pilota             | Costruttore            | Tempo    | Distacco |
| ----------------------- | -- | ------------------ | ---------------------- | -------- | -------- |
| 1                       | 6  | Riccardo Patrese   | Williams - Renault     | 1:16.696 |          |
| 2                       | 5  | Nigel Mansell      | Williams - Renault     | 1:16.978 | +0.282   |
| 3                       | 1  | Ayrton Senna       | McLaren - Honda        | 1:17.264 | +0.568   |
| 4                       | 28 | Jean Alesi         | Ferrari                | 1:18.129 | +1.433   |
| 5                       | 2  | Gerhard Berger     | McLaren - Honda        | 1:18.156 | +1.460   |
| 6                       | 20 | Nelson Piquet      | Benetton - Ford        | 1:18.168 | +1.472   |
| 7                       | 27 | Alain Prost        | Ferrari                | 1:18.183 | +1.487   |
| 8                       | 4  | Stefano Modena     | Tyrrell - Honda        | 1:18.216 | +1.520   |
| 9                       | 19 | Roberto Moreno     | Benetton - Ford        | 1:18.375 | +1.679   |
| 10                      | 14 | Olivier Grouillard | Fondmetal - Ford       | 1:18.453 | +1.757   |
| 11                      | 33 | Andrea De Cesaris  | Jordan - Ford          | 1:18.935 | +2.239   |
| 12                      | 7  | Mark Blundell      | Brabham - Yamaha       | 1:19.064 | +2.368   |
| 13                      | 3  | Satoru Nakajima    | Tyrrell - Honda        | 1:19.092 | +2.396   |
| 14                      | 25 | Thierry Boutsen    | Ligier - Lamborghini   | 1:19.211 | +2.515   |
| 15                      | 23 | Pierluigi Martini  | Minardi - Ferrari      | 1:19.215 | +2.519   |
| 16                      | 22 | Jyrki Järvilehto   | Scuderia Italia - Judd | 1:19.291 | +2.595   |
| 17                      | 8  | Martin Brundle     | Brabham - Yamaha       | 1:19.647 | +2.951   |
| 18                      | 29 | Éric Bernard       | Larrousse - Ford       | 1:19.785 | +3.089   |
| 19                      | 30 | Aguri Suzuki       | Larrousse - Ford       | 1:20.049 | +3.353   |
| 20                      | 32 | Bertrand Gachot    | Jordan - Ford          | 1:20.050 | +3.354   |
| 21                      | 15 | Maurício Gugelmin  | Leyton House - Ilmor   | 1:20.200 | +3.504   |
| 22                      | 16 | Ivan Capelli       | Leyton House - Ilmor   | 1:20.252 | +3.556   |
| 23                      | 24 | Gianni Morbidelli  | Minardi - Ferrari      | 1:20.322 | +3.626   |
| 24                      | 11 | Mika Häkkinen      | Lotus - Judd           | 1:20.823 | +4.127   |
| 25                      | 12 | Johnny Herbert     | Lotus - Judd           | 1:20.830 | +4.134   |
| 26                      | 9  | Michele Alboreto   | Arrows - Porsche       | 1:21.178 | +4.482   |
| Vetture non qualificate |    |                    |                        |          |          |
| NQ                      | 26 | Érik Comas         | Ligier - Lamborghini   | 1:21.225 | +4.529   |
| NQ                      | 17 | Gabriele Tarquini  | AGS - Ford             | 1:22.258 | +5.562   |
| NQ                      | 10 | Stefan Johansson   | Arrows - Porsche       | 1:22.598 | +5.902   |
| NQ                      | 18 | Fabrizio Barbazza  | AGS - Ford             | 1:22.899 | +6.203   |

## Gara
Al via Patrese scatta male, scivolando in quarta posizione alle spalle di Mansell, Alesi e Senna, il quale si sbarazza immediatamente del francese della Ferrari. Nel frattempo la gara di Berger termina al quinto giro per la rottura del motore; Martini scivola sull'olio perso dalla vettura dell'austriaco, uscendo di pista e ritirandosi anch'egli.
Dopo aver sopravanzato Alesi, Patrese completa la sua rimonta superando anche Senna alla prima curva ed infilando anche il suo compagno di squadra Mansell al 15º passaggio; l'inglese perde immediatamente terreno perché rallentato da problemi di surriscaldamento. Una tornata più tardi Prost è costretto al ritiro per problemi all'alternatore, mentre l'altro ferrarista Alesi si ritira al 42º passaggio per problemi alla frizione.
Patrese continua a condurre la gara fino alla fine, mantenendo un ritmo inavvicinabile per tutti e tagliando il traguardo davanti a Mansell, Senna, De Cesaris, Moreno (rallentato da un pit stop problematico) e Bernard, ultimo dei piloti a punti. De Cesaris, che taglia il traguardo spingendo per qualche metro a piedi la sua vettura, poiché rimasto senza benzina, viene squalificato, ma sarà successivamente reinserito in classifica. Per la Williams è la prima doppietta dal Gran Premio del Canada 1989.

### Classifica
| Pos      | No | Pilota             | Costruttore               | Giri | Tempo/Ritiro                              | Partenza | Punti |
| -------- | -- | ------------------ | ------------------------- | ---- | ----------------------------------------- | -------- | ----- |
| 1        | 6  | Riccardo Patrese   | Williams - Renault        | 67   | 1:29:52.205                               | 1        | 10    |
| 2        | 5  | Nigel Mansell      | Williams - Renault        | 67   | + 1.336                                   | 2        | 6     |
| 3        | 1  | Ayrton Senna       | McLaren - Honda           | 67   | + 57.356                                  | 3        | 4     |
| 4        | 33 | Andrea De Cesaris  | Jordan - Ford             | 66   | + 1 giro                                  | 11       | 3     |
| 5        | 19 | Roberto Moreno     | Benetton - Ford           | 66   | + 1 giro                                  | 9        | 2     |
| 6        | 29 | Éric Bernard       | Larrousse - Ford          | 66   | + 1 giro                                  | 23       | 1     |
| 7        | 24 | Gianni Morbidelli  | Minardi - Ferrari         | 66   | + 1 giro                                  | 14       |       |
| 8        | 25 | Thierry Boutsen    | Ligier - Lamborghini      | 65   | + 2 giri                                  | 10       |       |
| 9        | 11 | Mika Häkkinen      | Lotus - Judd              | 65   | + 2 giri                                  | 24       |       |
| 10       | 12 | Johnny Herbert     | Lotus - Judd              | 65   | + 2 giri                                  | 25       |       |
| 11       | 4  | Stefano Modena     | Tyrrell - Honda           | 65   | + 2 giri                                  | 8        |       |
| 12       | 3  | Satoru Nakajima    | Tyrrell - Honda           | 64   | + 3 giri                                  | 13       |       |
| Ritirato | 8  | Mark Blundell      | Brabham - Yamaha          | 54   | Problemi al motore                        | 12       |       |
| Ritirato | 32 | Bertrand Gachot    | Jordan - Ford             | 51   | Testacoda                                 | 20       |       |
| Ritirato | 30 | Aguri Suzuki       | Larrousse - Ford          | 48   | Problemi al cambio                        | 19       |       |
| Ritirato | 20 | Nelson Piquet      | Benetton - Ford           | 44   | Perdita della ruota anteriore             | 6        |       |
| Ritirato | 28 | Jean Alesi         | Ferrari                   | 42   | Problemi alla frizione                    | 4        |       |
| Ritirato | 22 | Jyrki Järvilehto   | Scuderia Italia - Judd    | 30   | Problemi al motore                        | 16       |       |
| Ritirato | 9  | Michele Alboreto   | Footwork - Porsche        | 24   | Problemi al motore                        | 26       |       |
| Ritirato | 7  | Martin Brundle     | Brabham - Yamaha          | 20   | Perdita della ruota anteriore e incidente | 17       |       |
| Ritirato | 16 | Ivan Capelli       | Leyton House - Ilmor      | 19   | Problemi al motore                        | 22       |       |
| Ritirato | 27 | Alain Prost        | Ferrari                   | 16   | Problemi all'alternatore                  | 7        |       |
| Ritirato | 15 | Maurício Gugelmin  | Leyton House - Ilmor      | 15   | Problemi al motore                        | 18       |       |
| Ritirato | 14 | Olivier Grouillard | Fondmetal - Ford          | 13   | Problemi al motore                        | 21       |       |
| Ritirato | 2  | Gerhard Berger     | McLaren - Honda           | 5    | Problemi al motore                        | 5        |       |
| Ritirato | 23 | Pierluigi Martini  | Minardi - Ferrari         | 4    | Testacoda                                 | 15       |       |
| NQ       | 26 | Érik Comas         | Ligier - Lamborghini      |      |                                           |          |       |
| NQ       | 17 | Gabriele Tarquini  | AGS - Ford                |      |                                           |          |       |
| NQ       | 10 | Stefan Johansson   | Footwork - Porsche        |      |                                           |          |       |
| NQ       | 18 | Fabrizio Barbazza  | AGS - Ford                |      |                                           |          |       |
| NPQ      | 34 | Nicola Larini      | Modena Team - Lamborghini |      |                                           |          |       |
| NPQ      | 35 | Eric van de Poele  | Modena Team - Lamborghini |      |                                           |          |       |
| NPQ      | 31 | Pedro Chaves       | Coloni - Ford             |      |                                           |          |       |
| NPQ      | 21 | Emanuele Pirro     | Scuderia Italia - Judd    |      |                                           |          |       |

## Classifiche

### Piloti
| Pos. | Pilota            | Punti |
| ---- | ----------------- | ----- |
| 1    | Ayrton Senna      | 44    |
| 2    | Riccardo Patrese  | 20    |
| 3    | Nelson Piquet     | 16    |
| 4    | Nigel Mansell     | 13    |
| 5    | Alain Prost       | 11    |
| 6    | Gerhard Berger    | 10    |
| 7    | Stefano Modena    | 9     |
| 8    | Andrea De Cesaris | 6     |
| 9    | Jean Alesi        | 5     |
| 10   | Roberto Moreno    | 5     |
| 11   | Jyrki Järvilehto  | 4     |
| 12   | Pierluigi Martini | 3     |
| 13   | Satoru Nakajima   | 2     |
| 14   | Mika Häkkinen     | 2     |
| 15   | Bertrand Gachot   | 2     |
| 16   | Aguri Suzuki      | 1     |
| 17   | Julian Bailey     | 1     |
| 18   | Emanuele Pirro    | 1     |
| 19   | Éric Bernard      | 1     |

### Costruttori
| Pos. | Team                   | Punti |
| ---- | ---------------------- | ----- |
| 1    | McLaren - Honda        | 54    |
| 2    | Williams - Renault     | 33    |
| 3    | Benetton - Ford        | 21    |
| 4    | Ferrari                | 16    |
| 5    | Tyrrell - Honda        | 11    |
| 6    | Jordan - Ford          | 8     |
| 7    | Scuderia Italia - Judd | 5     |
| 8    | Minardi - Ferrari      | 3     |
| 9    | Lotus - Judd           | 3     |
| 10   | Larrousse - Ford       | 2     |